# Canelles River
Der Canelles (auch: Canalles) ist ein Fluss auf der Karibikinsel St. Lucia.

## Geographie
Der Fluss entspringt im Hochland im südwestlichen Teil des Quarters Micoud, im Gebiet von Descatier/Six Miles, am Osthang des Mount Gimie und verläuft, zum Teil in wilden Schlingen, in südöstlicher Richtung. Er durchquert Calypso, Viancelle, Morne Vient, Chique/Blanchard, bildet die Grenze zwischen Fond/Desruisseaux und Vige’ und kommt im Unterlauf in Canelles an, wo er zwischen Villa Madeleine und Hellene, zwischen Honeymoon Beach und Pointe des Canelles (Canelles Point) in den Atlantik mündet.
Am Oberlauf des Canelles River liegt der Wasserfall Ravine Serpent Waterfall.
Etwa 1 km nordwestlich der Mündung wird er vom Castries-Vieux Fort-Highway (Beanfield Road) überquert.